# Mick LaSalle
Mick LaSalle (sinh ngày 7 tháng 5 năm 1959) là nhà phê bình điện ảnh người Mỹ và là tác giả của hai cuốn sách về thời kỳ Pre-Code Hollywood. Tính đến tháng 3 năm 2008, ông đã viết hơn 1.550 bài đánh giá cho tờ San Francisco Chronicle, đồng thời cũng chuyển thể các bài viết này thành dạng podcast từ tháng 9 năm 2005.

## Sự nghiệp
LaSalle là tác giả của cuốn Complicated Women: Sex and Power in Pre-Code Hollywood, một nghiên cứu lịch sử/phê bình về các nữ diễn viên làm việc trong ngành công nghiệp điện ảnh từ năm 1929 đến năm 1934. Tác phẩm do nhà xuất bản Thomas Dunne Books ấn hành vào năm 2000. Trong một bài đánh giá trên tờ The New York Times, Andy Webster gọi đây là "một bài kiểm tra quá hạn về cuộc xung đột lịch sử giữa Hollywood và những thanh tra đạo đức" và nói thêm rằng LaSalle đã "đưa ra quan điểm của bản thân giữa một nền kinh tế thoải mái." Nhà báo iz Smith gọi đây là "một tác phẩm xuất sắc." Cuốn sách là nền tảng cho bộ phim tài liệu Complicated Women, do Hugh Munro Neely đạo diễn và Jane Fonda tường thuật, bộ phim ban đầu được Turner Classic Movies phát sóng vào tháng 5 năm 2003. Trong tác phẩm, LaSalle đảm nhiệm vai trò sản xuất cũng như đưa ra một số lời bình luận trong nội dung phim.
Sau Complicated Women, tác phẩm tiếp theo của LaSalle là Dangerous Men: Pre-Code Hollywood and the Birth of the Modern Man, do Thomas Dunne Books xuất bản năm 2002. LaSalle có các bài thuyết giảng về chủ đề điện ảnh tại nhiều liên hoan phim khác nhau, bao gồm các liên hoan phim ở Hamptons. Denver, Las Vegas, Mill Valley và Film Forum ở Thành phố New York cũng như Rạp Castro ở San Francisco. Cuốn sách thứ ba của ông mang tên The Beauty of the Real: What Hollywood Can Learn From Contemporary French Actresses được xuất bản vào năm 2012. Cuốn sách thứ tư là Dream State: California in the Movies (Heyday Books) được xuất bản vào năm 2021.
Vào cuối những năm 1990, LaSalle là nhà phê bình phim trực tuyến cho KGO-TV. Ông từng là tham luận viên tại Liên hoan phim Venezia các năm 2006, 2007, 2008, 2011, 2012, 2013, 2014, 2016, 2018 và 2019. cũng như tại Liên hoan phim quốc tế Berlin 2009. Với tư cách là nhà phê bình phim chính của Chronicle, các bài phê bình của LaSalle xuất hiện trên tất cả các báo chị em của Chronicle thuộc chuỗi Hearst, bao gồm tờ Connecticut Post, tờ Albany Times-Union, tờ San Antonio Express-News và tờ Houston Chronicle.

## Đời tư
LaSalle lập gia đình voi nhà viết kịch Amy Freed. Ông nuôi một chú mèo xám tên Sandrine, đặt theo nữ diễn viên người Pháp Sandrine Bonnaire.